# Hans Känel
Hans Känel (Bargen, 3 de mayo de 1953) es un deportista suizo que compitió en ciclismo en la modalidad de pista, especialista en la prueba de persecución por equipos.
Ganó dos medallas de bronce en el Campeonato Mundial de Ciclismo en Pista, en los años 1977 y 1978.
Participó en los Juegos Olímpicos de Moscú 1980, ocupando el octavo lugar en la disciplina de persecución por equipos.

## Medallero internacional
| Campeonato Mundial | Campeonato Mundial         | Campeonato Mundial | Campeonato Mundial          |
| Año                | Lugar                      | Medalla            | Competición                 |
| ------------------ | -------------------------- | ------------------ | --------------------------- |
| 1977               | San Cristóbal ( Venezuela) | Medalla de bronce  | Persecución por equipos (A) |
| 1978               | Múnich ( RFA)              | Medalla de bronce  | Persecución por equipos (A) |